# It's a Man's World (álbum de Anastacia)
It's a Man's World é um álbum de regravações da cantora norte-americana Anastacia, lançado a 9 de Novembro de 2012 na Alemanha, Estados Unidos e Portugal através da Sony BMG. O projecto foi inteiramente produzido por Glen Ballard e consiste em versões próprias de músicas por outros músicos masculinos de género rock. Será lançado através de um novo contrato celebrado entre a artista e a Sony BMG Music Entertainment. O single de avanço é "Best of You" pela banda Foo Fighters, com edição para 2 de Novembro de 2012.

## Alinhamento de faixas
| N.º            | Título                               | Compositor(es)                                             | Artista(s) original(is) | Duração |  |
| 1.             | "Ramble On"                          | Jimmy Page, Robert Plant                                   | Led Zeppelin            | 4:36    |  |
| 2.             | "Best of You"                        | Dave Grohl, Taylor Hawkins, Nate Mendel, Chris Shiflett    | Foo Fighters            | 4:20    |  |
| 3.             | "Sweet Child o' Mine"                | Axl Rose, Slash, Izzy Stradlin, Steven Adler, Duff McKagan | Guns N' Roses           | 3:58    |  |
| 4.             | "You Can't Always Get What You Want" | Mick Jagger, Keith Richards                                | The Rolling Stones      | 5:39    |  |
| 5.             | "One"                                | Bono                                                       | U2                      | 3:49    |  |
| 6.             | "Back in Black"                      | Angus Young, Malcolm Young, Brian Johnson                  | AC/DC                   | 4:30    |  |
| 7.             | "Dream On"                           | Steve Tyler                                                | Aerosmith               | 4:34    |  |
| 8.             | "Use Somebody"                       | Angelo Petraglia, Jacquire King                            | Kings of Leon           | 3:57    |  |
| 9.             | "You Give Love a Bad Name"           | Jon Bon Jovi, Richie Sambora, Desmond Child                | Bon Jovi                | 4:04    |  |
| 10.            | "Wonderwall"                         | Noel Gallagher                                             | Oasis                   | 3:57    |  |
| 11.            | "Black Hole Sun" (faixa bónus)       | Chris Cornell                                              | Soundgarden             | 3:57    |  |
| Duração total: | Duração total:                       | Duração total:                                             | Duração total:          | 48:25   |  |

## Histórico de lançamento
| País           | Data                  | Formato              | Editora discográfica |
| -------------- | --------------------- | -------------------- | -------------------- |
| Alemanha       | 9 de Novembro de 2012 | CD, descarga digital | Sony BMG             |
| Áustria        | 9 de Novembro de 2012 | CD, descarga digital | Sony BMG             |
| Estados Unidos | 9 de Novembro de 2012 | CD, descarga digital | Sony BMG             |
| Portugal       | 9 de Novembro de 2012 | CD, descarga digital | Sony BMG             |
| Suíça          | 9 de Novembro de 2012 | CD, descarga digital | Sony BMG             |